# 사이 우아
사이 우아(태국어: ไส้อั่ว)는 태국 북부의 소시지이다. 라오스의 사이 우어와 비슷하며, 라오인이 많이 사는 태국 북동부 이산 지역의 대표적인 음식이기도 하다. 인접한 미얀마 샨주에서도 즐겨 먹는다.

## 같이 보기
- 냄
- 사이 끄록
- 사이 우어